# Jasbir Jassi
Jasbir Jassi (Punjabi: ਜਸਬੀਰ ਜੱਸੀ; nacido el 7 de febrero de 1970 en Dalla Mirjanpur Village, Gurdaspur, Panyab) es un cantante y actor indio, intérprete de la música Punjabi. A partir del 2010 ha publicado ocho álbumes, su primer álbum pop titulado "Dil Le Gayee", fue lanzado en 1998.

## Biografía
Cuando era niño, Jassi empezó a tocar el armonio. Dejó su carrera de ingeniería para estudiar música clásica en VS Jolly y más adelante bajo la tutela de Puran Shah Koti. Ustad Shaukat Ali Khan y Baba Kashmira Singh, unos reconocidos intérpretes de quienes Jassi también ha sido influenciado en el estilo de cantar. Actualmente él tiene una maestría en música vocal clásica de Apeejay, una Escuela Superior de Bellas Artes en Jalandhar.

## Carrera
Jassi, un músico de primera generación, participó en muchas obras de teatro musicales como "Sadha Bugdu Bulo". Debido a sus actuaciones en el Centro Cultural Zona Norte, se hizo famoso. Jasbir Jassi entonces comenzó a grabar también para películas del cine Punjabi, como Passport y Zakhmi, a finales de la década de los años 1980. También participó en un video musical junto con Charanjit Ahuja del tema musical titulado "Channa ve Teri Channi". Más adelante grabó otros álbumes que fueron éxito como 'Dil Le Gayee' (1998), 'Kudi Kudi' (1999), 'Nishani Pyar Di' (2001), 'Just Jassi' (2003), 'Mukhda Chann Varga' (2004) y 'Akh Mastani' (2007). Entre sus temas musicales que más se hizo conocer fue "Bang", lanzado el 16 de julio de 2010 en todo el mundo. 
La canción del título "Dil Le Gayee Kudi Gujrat Di", de su segundo álbum fue un gran éxito y así creció la fama de Jasbir Jassi. Su tercer álbum titulado "Kudi Kudi" y "Channo Da de Nishani Pyar Di", también fue muy recibido por la audiencia.

## Discografía
Según el sitio web oficial de Jassi, lanzó ocho álbumes discográficos:
- Channa Ve Teri Channani, 1993
- Dil Le Gayee, 1998
- Kudi Kudi, 1999
- Nishani Pyar Di, 2001
- Just Jassi, 2003
- Mukhda Chann Varga, 2004
- Akh Mastani, 2007
- Jassi - Back with a Bang, 2010[1][2]
- Bhangra (with Ashok Masti and Jawad Ahmad), 2011
- Dhol,2014

## Filmografía
| Año  | Película            | Personaje     | Notas       |
| ---- | ------------------- | ------------- | ----------- |
| 2011 | Khushiyaan          | main lead     | Debut Actor |
| 2014 | Dil Vil Pyaar Vyaar | Govt. officer |             |